# Catherine Connolly
Catherine Connolly, née le 12 juillet 1957 à Galway, est une femme politique indépendante irlandaise. 
Elle est Teachta Dála (TD) pour la circonscription de Galway West depuis 2016. Elle est auparavant présidente du Comité sur la langue irlandaise, le Gaeltacht et les îles de 2016 à 2020 et maire de Galway de 2004 à 2005,.
Elle occupe le poste de Leas-Cheann Comhairle du Dáil Éireann de juillet 2020 à novembre 2024.

## Carrière politique à Galway
Connolly est élue pour la première fois au conseil municipal de Galway dans la zone électorale locale de l'ouest de la ville en juin 1999, puis réélue dans la zone électorale locale du sud de la ville en 2004. La même année, elle est élue maire de Galway.
Elle démissionne du Parti travailliste en 2006, lorsqu'on lui refuse l'investiture pour succéder à Michael D. Higgins à Galway West. Elle se présente aux élections générales de 2007, recueillant un peu plus de 2 000 voix.
Sa sœur, Colette, actuellement conseillère municipale de Galway est cooptée pour la remplacer au conseil municipal de Galway lorsqu'elle est élue députée.

## Politique nationale
Connolly se présente aux élections générales de 2011 à Galway West. où elle perd le dernier siège face à Seán Kyne du Fine Gael par seulement 17 voix. Elle demande un recomptage complet qui se termine après quatre jours de dépouillement mais ne change pas le résultat.
Elle est élue au Dáil pour la circonscription de Galway Ouest lors des élections générales de 2016.
Lors de la deuxième réunion du 32e Dáil, le 5 avril 2016, elle prononce son premier discours dans lequel elle critique la gestion par le ministre de l'Environnement, de la Communauté et des Gouvernements locaux, Alan Kelly, de la crise des sans-abri en Irlande.
Connolly siège au Comité des comptes publics et est présidente du Comité sur la langue irlandaise, le Gaeltacht et les îles.
Connolly est réélue aux élections générales de 2020. Connolly est élue Leas-Cheann Comhairle du Dáil Éireann le 23 juillet 2020, lors d'une victoire surprise sur le candidat du Fine Gael Fergus O'Dowd et est la première femme à occuper ce poste.

## Vie privée
Originaire de Shantalla, Connolly vit à Claddagh depuis 1988 et est mariée et mère de deux enfants. Avocate de profession, elle a également travaillé comme psychologue clinicienne auprès du Western Health Board à Ballinasloe, Galway et Connemara. C'est une Gaeilgeoir (quelqu'un qui parle couramment l'irlandais).